# Mobula eregoodootenkee
Mobula eregoodootenkee — вид хрящевых рыб рода мобул семейства орляковых скатов отряда хвостоколообразных надотряда скатов. Эти скаты обитают в тропических водах Индийского океана и центрально-западной части Тихого океана. Встречаются как в прибрежной зоне, так и в открытом море. Максимальная зарегистрированная ширина диска 100 см. Грудные плавники этих скатов срастаются с головой, образуя ромбовидный диск, ширина которого превосходит длину. Рыло массивное, плоское, передний край почти прямой с выемкой посередине. У основания хвоста расположен спинной плавник, шип на хвосте отсутствует. Окраска дорсальной поверхности диска серо-коричневого цвета.
Подобно прочим хвостоколообразным Mobula eregoodootenkee размножаются яйцеживорождением. Эмбрионы развиваются в утробе матери, питаясь желтком и гистотрофом. Эти скаты не представляют интереса для коммерческого промысла, но попадаются в качестве прилова.

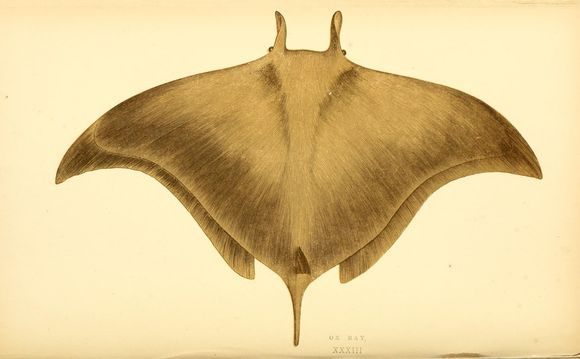
Старинная иллюстрация, с изображением Mobula eregoodootenkee

## Таксономия
Впервые вид был научно описан в 1859 году . Видовой эпитет происходит от слова местного (полуостров Коромандел) названия мобул. В некоторых источниках этот вид признан младшим синонимом Mobula diabolus

## Ареал
Mobula eregoodootenkee широко распространены в тропических водах Индо-Тихоокеанской области от Красного и Аравийского моря и Персидского залива до Филиппин, северного побережья Вьетнама, и юго-востока Квинсленда. Эти скаты обитают у берегов Австралии (Северная Территория, Квинсленд, Западная Австралия), Джибути, Египта, Эритреи, Индии, Индонезии, Ирана, Кении, Кувейта, Мадагаскара, Малайзии, Мозамбика, Мьянмы, Омана,  Пакистана, Папуа - Новая Гвинея, Катара, Саудовской Аравии, Сомали, ЮАР, Шри-Ланки, Судана, Танзании, Таиланда, ОАЭ, Вьетнама и Йемена. Они встречаются на мелководье и не заходят в эпипелагическую зону.

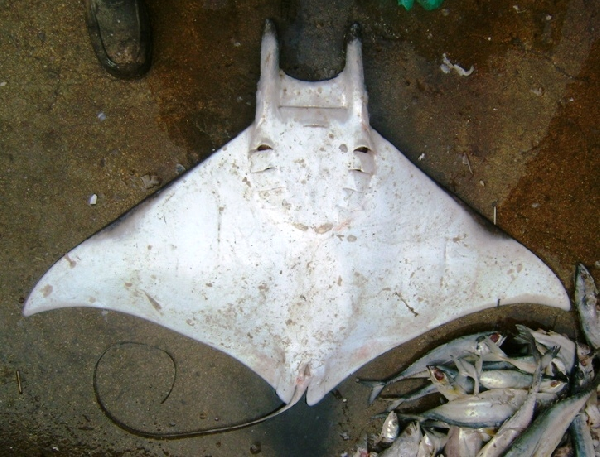
Вентральная поверхность

## Описание
Грудные плавники Mobula eregoodootenkee, основание которых расположено позади глаз, срастаются с головой, образуя ромбовидный плоский диск, ширина которого превышает длину, края плавников имеют форму заострённых («крыльев»). Голова широкая и плоская, с расставленными по бокам глазами. Позади глаз под местом вхождения грудных плавников в туловище расположены крошечные полукруглые брызгальца. Передняя часть грудных плавников преобразована в так называемые головные плавники, длина которых от кончика до угла рта составляет более 16 % ширины диска. У основания хвоста находится маленький спинной плавник. У многих особей он имеет белую окантовку. Шип у основания хвоста отсутствует. Кнутовидный хвост короче ширины диска. Основание хвоста имеет квадратное сечение. На вентральной поверхности диска имеются 5 пар жаберных щелей, рот и ноздри. Максимальная зарегистрированная ширина диска 200 см. Окраска дорсальной поверхности диска шоколадно-коричневого цвета, вентральная сторона белая. Вдоль вентральной поверхности передних краёв грудных плавников расположены полукруглые отметины чёрного цвета Вдоль переднего края грудных плавников на дорсальной поверхности пролегают тёмно-коричневые полосы. Грудные плавники поставлены к туловищу под более острым углом по сравнению с прочими мелкими мобулами.

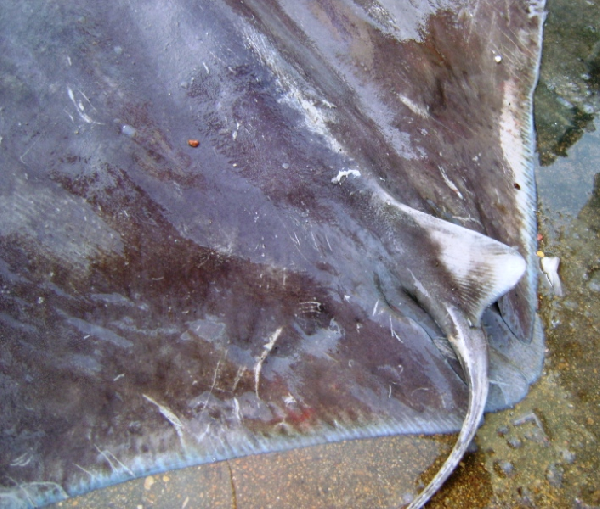
Шип у основания хвоста отсутствует

## Биология
Mobula eregoodootenkee могут образовывать стаи численностью свыше 50 особей. Подобно прочим хвостоколообразным эти скаты относятся к яйцеживородящим рыбам. Эмбрионы развиваются в утробе матери, питаясь желтком и гистотрофом. В помёте как правило один новорождённый. Рацион состоит из мелких рыб и планктона. 

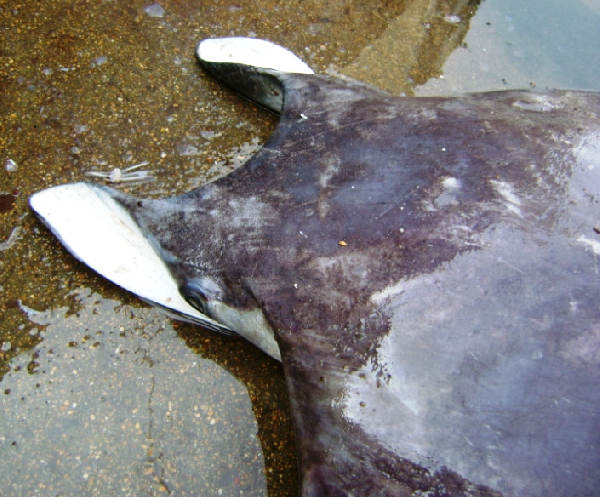
Головные плавники

На Mobula eregoodootenkee паразитируют цестоды Hexacanalis govindi, Hexacanalis yamagutii, Polypocephalus digholensis и Polypocephalus karbharii и веслоногие рачки Eudactylina oliveri, Pupulina cliffi и Pupulina merira.

## Взаимодействие с человеком
Mobula eregoodootenkee не являются объектом коммерческого промысла. Попадаются в качестве прилова. В Таиланде и других странах Юго-Восточной Азии мясо употребляют в пищу. Международный союз охраны природы присвоил виду  охранный статус «Близкий к уязвимому положению».